# へぼ飯
へぼ飯（へぼめし）は、愛知県の西三河地域、東三河地域や岐阜県の奥三河地域、東濃地域の郷土料理。「へぼ」と呼ばれるはちのこ（蜂の子）の煮つけをごはんに混ぜ込んだ料理である。へぼご飯とも。
この地域では、クロスズメバチの蛹や幼虫は貴重なタンパク源であり、甘辛く煮つけたり、空炒りした後に醤油、酒、味醂などで煮て佃煮にして食していた。こうして作られた「へぼの佃煮」や「へぼの甘露煮」、味噌とすりつぶしたへぼを練り込んだ特製ダレでつくった「へぼ五平餅」が滋養食として親しまれてきた。
三好想山の『想山著聞奇集』（嘉永3年（1850年刊））には美濃国や信濃国では、蜂の子を醤油で味付け、ご飯に混ぜた「へぼ飯」を食している旨の記述があるため、この地域では古くから食されていたことがうかがえる。